# Estilo representativo

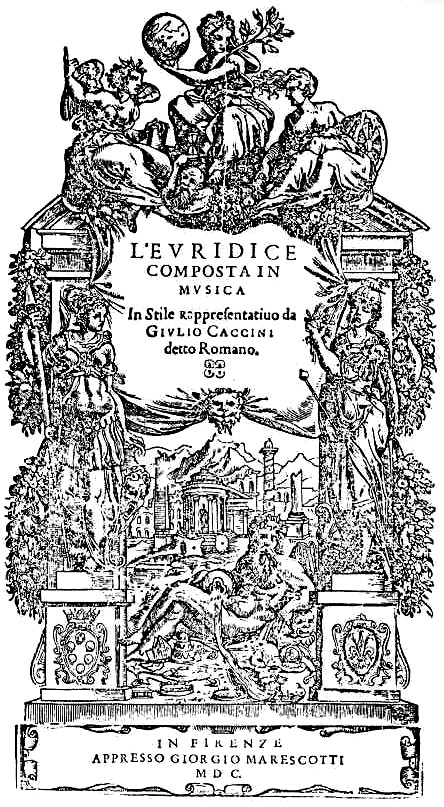
Portada de Euridice (1600), de Giulio Caccini.

El llamado estilo representativo (en italiano: stile rappresentativo o canto rappresentativo, también música representativa o género representativo) es desde la primera ópera barroca una monodia acompañada a medio camino entre la declamación y el canto y que resalta el carácter dramático del texto, con una gran libertad de ritmos y frases irregulares, desde intervalos inhabituales, pausas frecuentes, a fin de innovar efectos emocionales.  Generalmente, la expresión es aplicada a una música que manifiesta grandes dosis dramáticas o expresivas. 

## Descripción
Partiendo de una situación dramática y muy ligado al estilo recitativo  ( « donde casi se podía hablar de música » ), el Stile rappresentativo ha existido desde los inicios de la ópera florentina, a principios del siglo XVII, en el círculo intelectual de la Camerata Florentina  .
Fue Giulio Caccini, un virtuoso cantante , quien utilizó por primera vez el término en su Eurídice (1600), donde la portada dice « in stile rappresentativo » . Caccini quiere « encontrar un poder emocional idéntico a la música de la antigua Grecia » y en su colección de cantos monódicos, Le nuove musiche (1601), describe la práctica con más detalle. En un pasaje inspirado en Platón, afirma que el compositor debe interesarse primero por « la palabra, luego por el ritmo y por último por el sonido, y no al revés » , por lo que se colige que la música debe estar al servicio del texto. Otros músicos de Camerata usan este estilo: Jacopo Peri en su Daphne (1594) y Emilio de Cavalieri en La rappresentatione di anima e di corpo (1600). En el prólogo de su Eurídice (1600), al que contribuyó Caccini, Peri, también cantante virtuoso , escribe : « Teniendo en cuenta estas inflexiones y estas acciones que nos sirven en nuestras penas, en nuestras alegrías y en estados similares, hice avanzar el bajo de la misma manera, más o menos según las pasiones. »  .
Sin embargo, el teórico musical Vincenzo Galilei en su Dialogo della musica antica e della moderna (1581) teoriza sobre este estilo monódico y la relación entre el habla y la música. Este es un caso raro de innovación en el que la teoría precede a la práctica  .
Il combattimento di Tancredi e Clorinda de Monteverdi tiene un estilo representativo en la medida en que va acompañado de acción escénica. Así como Il ballo delle ingrate y L'Arianna . Aquilino Coppini considera que el quinto libro de madrigales de Monteverdi es "musica representativa»  .
Girolamo Giacobbi, en L'Aurora ingannata (1608), escribe « canti rappresentativi »  .
Giovanni Battista Doni en su Trattato della musica scenica (1633-1625) , divide la terminología en stile recitativo, stile espressivo y stile rappresentativo, este último utilizado en el escenario. Pero las diferencias siguen siendo oscuras, ya que el estilo espressivo es más un recitativo intenso que otra cosa. El stile rappresentativo es casi idéntico al recitativo actual, con algunos matices  . Esta confusión refleja las dificultades encontradas por los compositores de la “nouvelle musique» para expresar racionalmente sus esfuerzos esencialmente intuitivos  .